# Илоило (фильм)
«Илоило» или «Родителей нет дома» (кит. 爸妈不在家) — кинофильм режиссёра Энтони Чэня, вышедший на экраны в 2013 году. Лента выдвигалась на премию «Оскар» от Сингапура, однако не была номинирована.

## Сюжет
Действие происходит во второй половине 1990-х годов, когда разразился Азиатский финансовый кризис. Семья сингапурских китайцев из среднего класса решает нанять горничную-филиппинку: родители, полностью поглощённые работой, хотят, чтобы кто-то присматривал за их склонным к хулиганским выходкам 10-летним сыном. Последний поначалу в штыки принимает появившуюся в их доме незнакомку по имени Тереза. Однако постепенно отношения между ними налаживаются: женщина, оторванная от своей собственной семьи, начинает проявлять материнскую заботу о мальчике, которому крайне не хватает родительского внимания...

## В ролях
- Анджели Баяни — Тереза (Терри)
- Чэнь Тяньвэнь — Тэк
- Ео Янь Янь — Хве Лен
- Ко Цзя Ле — Цзяле
- Питер Ви — учитель
- Джо Кукатас — директор школы

## Награды и номинации
- 2013 — приз «Золотая камера» на Каннском кинофестивале.
- 2013 — 4 премии «Золотая лошадь»: лучший фильм, лучший режиссёрский дебют (Энтони Чэнь), лучший оригинальный сценарий (Энтони Чэнь), лучшая актриса второго плана (Ео Янь Янь).
- 2013 — приз Азиатско-тихоокеанского кинофестиваля за лучшую женскую роль второго плана (Ео Янь Янь).
- 2013 — приз за лучший фильм на Дубайском кинофестивале.
- 2013 — приз жюри на Филадельфийском кинофестивале.
- 2013 — участие в конкурсной программе кинофестивалей в Стокгольме и Сан-Паулу.
- 2013 — приз Sutherland Trophy Британского института кино.
- 2014 — премия Asian Film Awards за лучшую женскую роль второго плана (Ео Янь Янь), а также номинация за лучшую режиссуру (Энтони Чэнь).